# NGC 1078
NGC 1078 este o galaxie lenticulară situată în constelația Balena. A fost descoperită în 1886 de către Frank Muller. Se află la o distanță de 120,23 de megaparseci de Pământ.